# シー・アーク・ドーントレス哨戒艇
シー・アーク・ドーントレス哨戒艇（英語: SeaArk Dauntless patrol boat）は、シー・アーク社が開発した複合型哨戒艇ファミリー。世界各国の軍や公的機関、また民間企業によって多数が運用されている。28フィート級の2810-V型および34フィート級のCR34型はアメリカ海軍に採用されて、ドーントレス型高速哨戒艇（Dauntless  class patrol boat）と通称されて運用中である。

## 概要
アメリカ海軍は、2001年ごろより複数種の複合型哨戒艇を調達して運用しており、シー・アーク・ドーントレスもそのひとつである。
2001年7月、アメリカ海軍は最初のドーントレス哨戒艇として14隻の2810-V型を発注し、2001年10月から就役しはじめた。これらはいずれも、中型港湾保安艇（HSB: Harbor Security Boat-Medium）として太平洋艦隊に配備された。最終的に、52隻の2810-V型が調達されたといわれている。また、2002年5月には、より大型のCR34型の調達も開始され、こちらは少なくとも56隻が調達された。これらは、港湾の保安のほか、重要水路の警備などを担当する。
ドーントレス哨戒艇は、軽合金製の船体および上部構造物と膨張式の浮体から構成されており、非常に優れた旋回性能を有している。機関は、小型の2810-V型では船外機式、やや大型のCR34型では船内機式を採用している。武装としては、2810-V型では船尾甲板の両舷にピントル・マウントを設置している。また、CR34型ではこれに加え、船尾方向を向いたピントル・マウントと、操舵室の前方にコックピット式の機銃座を設置している。
非常に小型・軽量であるので、航空輸送が可能であるほか、ドック型揚陸艦のウェルドックに収容しての輸送も行なわれる。

## 運用
アメリカ海軍で運用中。
2023年、ウクライナ軍に最低でも18隻が供与され、ドニプロ川の防衛で運用されている。

## 諸元表

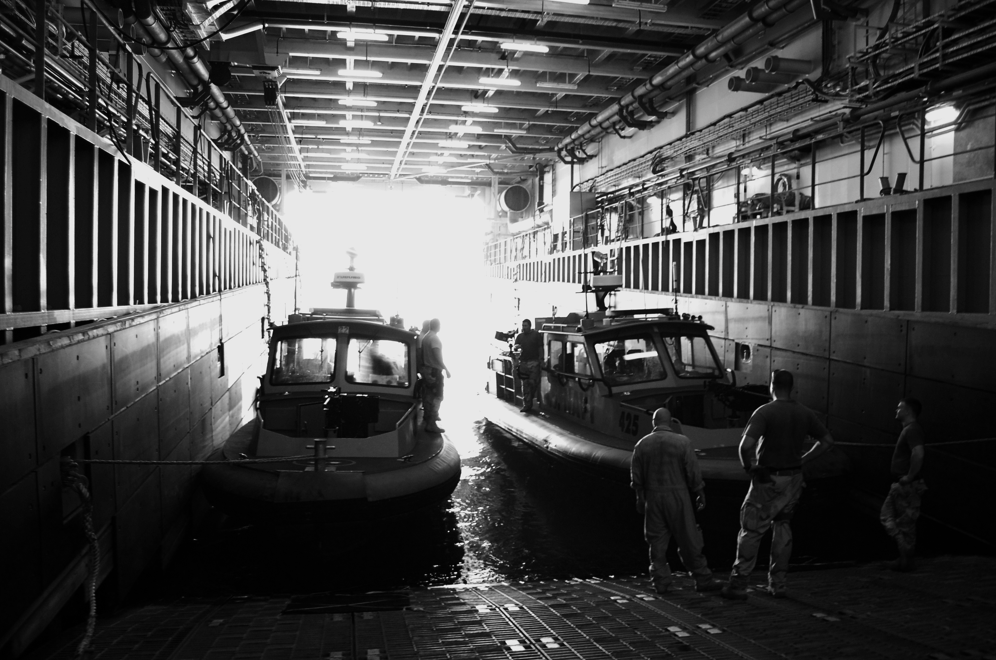
ウェルドックに収容されて輸送されるCR34型哨戒艇。

|        | 2810-V型                                            | CR34型                                                                          |
| ------ | --------------------------------------------------- | ------------------------------------------------------------------------------- |
| 排水量 | 4.082トン                                           | 9.3トン                                                                         |
| 全長   | 8.5メートル (28 ft)                                 | 10.4メートル (34 ft)                                                            |
| 全幅   | 3.3メートル (11 ft)                                 | 3.7メートル (12 ft)                                                             |
| 吃水   | 0.61メートル (2.0 ft)                               | 0.8メートル (2.6 ft)                                                            |
| 機関   | ヤマハ製船外機型ガソリンエンジン×2基, 2軸（600bhp） | カミンズ製ターボ・ディーゼルエンジン×2基, ウォータージェット推進機×2基（740hp） |
| 速力   | 38ノット (70 km/h)                                  | 36ノット (67 km/h)                                                              |
| 兵装   | M60 7.62mm機関銃×2丁                                | M2 12.7mm機関銃×2丁                                                             |
| 兵装   | M60 7.62mm機関銃×2丁                                | M60 7.62mm機関銃×2丁                                                            |